# Robert Rex
Robert Richmond Rex, né le 25 janvier 1909 et mort le 13 décembre 1992,, est le Premier ministre de Niue, de l'accès par ce pays à l'indépendance le 19 octobre 1974 jusqu'à sa mort en 1992, ayant été réélu à ce poste tous les trois ans.

## Biographie

### Jeunesse
Il naît en 1909 à Alofi d'une mère niuéenne, fille d'un pasteur autochtone, et d'un père d'origine européenne, travaillant pour l'entreprise de savon Lever Brothers avant de fonder son propre commerce. Robert Rex racontera par la suite que son père serait un descendant d'un enfant illégitime du roi George III. Élevé principalement par sa mère car son père voyage beaucoup pour son travail, il passe une partie de son enfance et de sa scolarité aux Fidji, jusqu'à ce que la Grande Dépression amène la famille à retourner à Niue.
Il est employé par l'administration coloniale néo-zélandaise de Niue à partir des années 1930, à diverses fonctions telles qu'employé administratif dans un dispensaire, interprète au tribunal foncier, et officier de police. En 1941 il épouse Patricia Tuagatagaloa, dont il aura quatre enfants. Il fait partie de la délégation niuéenne à la conférence inaugurale de la Communauté du Pacifique Sud, en en avril-mai 1950 aux Fidji, à laquelle participent également d'autres futurs chefs d'État ou de gouvernement océaniens : le prince Tupoutoʻa-Tungi des Tonga, les grands chefs coutumiers Malietoa Tanumafili II et Tupua Tamasese Mea'ole des Samoa, et Albert Henry des Îles Cook,.

### Entrée en politique
En 1952 il devient membre du Conseil de l'Île de Niue, dont les membres sont choisis par les conseils des villages. En 1960 ont lieu les premières élections au suffrage universel pour la nouvelle Assemblée de l'Île de Niue, et Robert Rex est élu représentant d'Alofi-sud. Il quitte l'Assemblée en 1962 pour travailler auprès de son épouse, qui a fondé un commerce dix ans plus tôt. En 1963 il revient à la vie politique en étant à nouveau élu représentant d'Alofi-sud à l'Assemblée. Après les élections de 1966, l'Assemblée l'élit « chef des affaires du gouvernement » (Leader of Government Business) au Conseil exécutif de la colonie où il prend également en charge la responsabilité quasi-ministérielle des travaux publics et de l'énergie ; ce Conseil exécutif répond toutefois devant le commissaire résident néo-zélandais,. Robert Rex prend ainsi pour la première fois la tête du gouvernement niuéen, fonction qu'il conservera jusqu'à sa mort vingt-six plus tard. En 1971, il est l'un des fondateurs du Forum des Îles du Pacifique.

### Premier ministre
En 1971, la Nouvelle-Zélande adopte une loi qui confèrera l'autonomie politique à Niue en matière de politique intérieure après les élections de 1972. Réélu député à ces élections, Robert Rex est reconduit par l'Assemblée législative au poste de « chef des affaires du gouvernement », et nomme un gouvernement de quatre membres (Young Vivian, Enetama Lipitoa, Frank Lui et lui-même), s'attribuant la responsabilité des finances et de l'administration publique. Il n'y a alors pas de partis politiques à Niue, et Robert Rex exprime le souhait qu'il n'y en ait pas, considérant qu'une vie politique organisée autour de partis serait source de divisions. Il est fait officier de l'ordre de l'Empire britannique en 1973.
Il obtient de la Nouvelle-Zélande que Niue devienne en octobre 1974 un État en libre association avec elle, de fait indépendant en matière de politique intérieure, avant les élections de 1975, que son gouvernement remporte, son épouse entrant par ailleurs au Parlement de Niue comme députée. Il est désormais le premier Premier ministre de Niue, et reconduit son gouvernement Rex-Young-Lipitoa-Lui, s'y attribuant les ministères des Finances, de l'Immigration, de l'Émigration, des Douanes et du Commerce extérieur, de l'Information, de la Police et des Prisons, et des Transports. Son fils Robert Rex Junior est élu député en 1978, et Robert Rex lui confère également des postes de ministre, notamment de la Santé, et de la Jeunesse et des Sports.
Fait compagnon de l'ordre de Saint-Michel et Saint-Georges en 1978 puis chevalier commandeur de l'ordre de l'Empire britannique en 1984, devenant ainsi le premier Niuéen à être fait chevalier, il est continuellement réélu député et Premier ministre jusqu'à sa mort. Il s'évertue « sans succès à développer l'économie du pays et à endiguer l'émigration » : Niue dépend des dons de la Nouvelle-Zélande pour la majeure partie de son budget, et les Niuéens, étant citoyens de la Nouvelle-Zélande de par le statut de libre association de leur pays, ont le droit de s'y installer librement. Attirés par de plus hauts salaires et une meilleure qualité de vie, la plupart des Niuéens quittent Niue pour Auckland.
Après les dégâts considérables causés par le cyclone Ofa (en), les élections législatives de 1990 sont remportées par l'opposition, organisées en un Parti du peuple niuéen par son ancien allié Young Vivian. Dans un parlement où son épouse et son fils sont toujours députés, Robert Rex parvient toutefois à jouer sur les dissensions internes à l'opposition pour amener quatre députés à changer de camp et le rejoindre avant la première session parlementaire ; il est réélu Premier ministre pour la dernière fois. Réconcilié avec Young Vivian, Robert Rex le nomme ministre des Finances peu après. Atteint d'une longue maladie, il est soigné à plusieurs reprises en Nouvelle-Zélande au cours de l'année 1992, et meurt le 13 décembre à l'âge de 83 ans, après avoir annoncé qu'il se retirerait de la vie politique en 1993. Il est décrit comme ayant été un homme « réservé, modeste, [...] doux bien que peu dynamique », mais aussi comme un parlementaire habile ayant prouvé sa « durabilité ». Le Parlement élit Young Vivian Premier ministre à sa succession, dans l'intérim avant les élections de 1993.